# Narcotics Anonymous
Narcotics Anonymous (NA) ist eine internationale Selbsthilfeorganisation, deren Hauptaufgabe die Unterstützung bei der Genesung von Drogenabhängigkeit ist. Das Genesungsprogramm beruht auf dem Zwölf-Schritte-Programm der Anonymen Alkoholiker.

## Geschichte

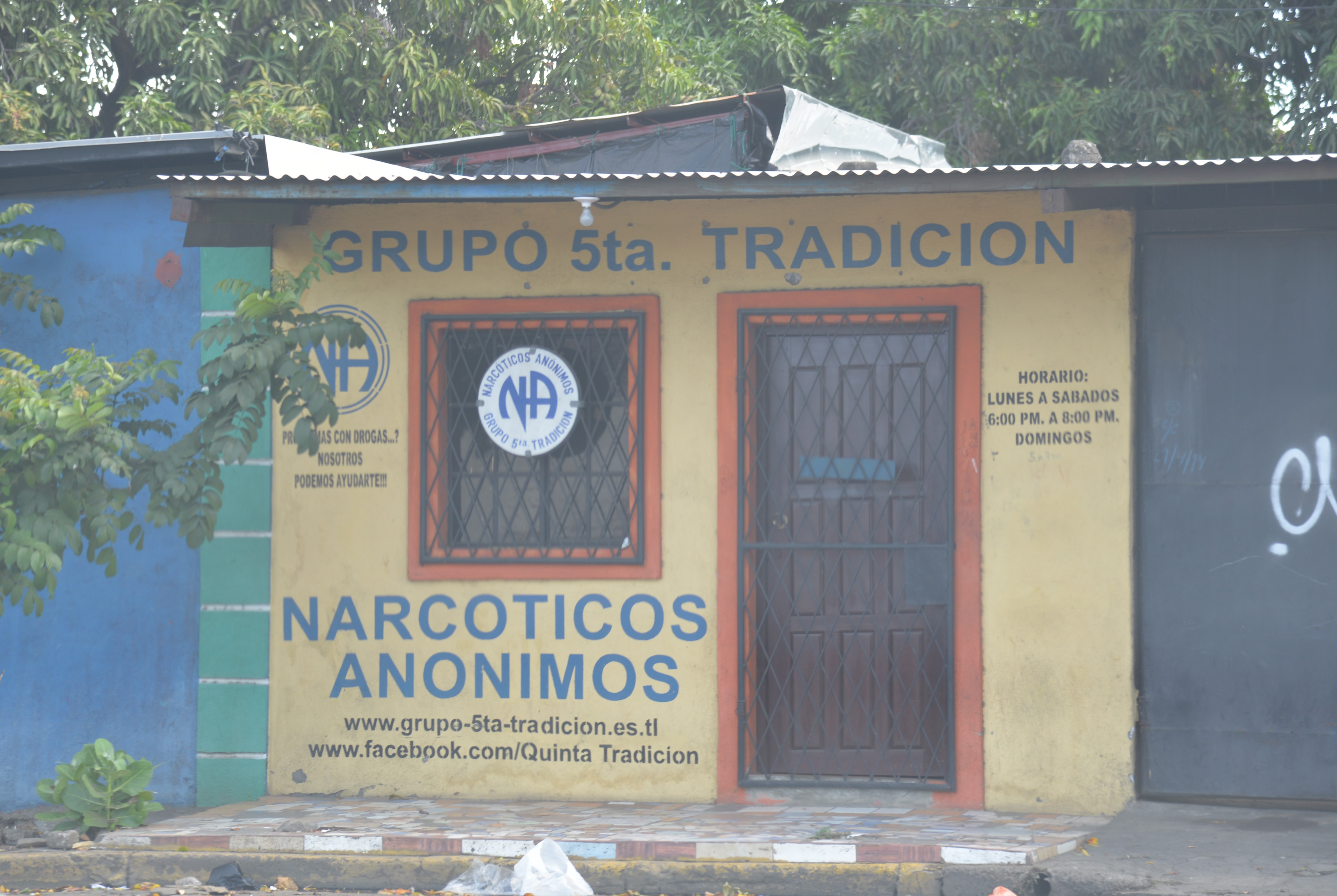
Narcotics Anonymous in Nicaragua

NA wurde 1953 in den USA in Los Angeles, Kalifornien gegründet und ist eine der ältesten und größten Bewegungen dieser Art mit über 20.000 Gruppen, die anfänglich 58.000 Treffen in 131 Ländern wöchentlich ausrichteten.  Inzwischen sind es wöchentlich 70.000 Treffen in 144 Ländern und über 55 Sprachen auf allen Kontinenten der Erde.
In Deutschland fand das erste Treffen 1978 in Frankfurt am Main statt.

## Anonymität
Die Teilnahme ist anonym. NA steht in keinerlei Verbindung zu Strafverfolgungsbehörden. So wird gewährleistet, dass niemand befürchten muss, wegen der Teilnahme an Meetings strafrechtlich belangt zu werden.

## Zielgruppe
Die Mitgliedschaft ist offen für jeden Süchtigen, ungeachtet der Art der Abhängigkeit und der Art des konsumierten Suchtmittels. Es spielt keine Rolle, welche oder wie viele Drogen, Medikamente oder deren Kombination eingenommen wurden. Die einzige Bedingung für die NA-Mitgliedschaft ist der Wunsch, mit dem Gebrauch von Drogen aufzuhören. Bei NA finden sich sowohl polytoxikomane Konsumenten oder Alkoholiker als auch Medikamenten- und Cannabissüchtige oder Heroinabhängige.
Man muss nicht clean (englischer Begriff für sauber – im Kontext: frei von Drogenkonsum) oder nüchtern sein, um auf NA-Treffen (Meetings) zu gehen.
NA empfiehlt seinen Mitgliedern die vollständige Abstinenz von allen Drogen, einschließlich Alkohol und von anderen Stoffen wie Medikamenten, die zum Zwecke der Berauschung eingenommen werden. Das Einhalten dieser Empfehlung ist keine Bedingung für die Mitgliedschaft. Vorhanden sein sollte jedoch der Wunsch des Betroffenen, mit dem Konsum von Suchtmitteln aufzuhören.

## Finanzierung und gesellschaftliche Stellung
NA erhält sich selbst durch freiwillige Spenden der Mitglieder und nimmt keine Spenden von außerhalb an, um unabhängig zu bleiben. NA bezieht keine Position zu Ereignissen außerhalb der Gemeinschaft, um den inneren Zusammenhalt nicht zu gefährden und sich nicht in politische Prozesse zu verstricken.
Es gibt gewählte Repräsentanten, die die Ziele der Gruppe in die Öffentlichkeit tragen. In den Medien wird die Anonymität der Mitglieder gemäß der Zwölf Traditionen gewahrt.

## Die Gruppe
NA-Treffen sind offen für alle, die unter einer Substanzabhängigkeit leiden und sich mit ihrer Genesung auseinandersetzen wollen. Dabei gibt keine sozial, religiös, wirtschaftlich, ethnisch, national, geschlechtsspezifisch oder durch gesellschaftliche Stellung bedingte Beschränkungen des Besuchs bzw. der Mitgliedschaft.
Die Mitgliedschaft in Narcotics Anonymous ist freiwillig und kostenlos, es gibt keine Gebühren oder Mitgliedsbeiträge.
NA ist der Meinung, der Schlüssel für den Erfolg liege im therapeutischen Wert, der sich aus der Arbeit von Süchtigen mit anderen Süchtigen ergibt. In den Treffen teilt jedes Mitglied seine persönliche Erfahrung mit anderen Hilfesuchenden. Es gibt nur Betroffene, welche die gleichen Probleme haben und von denen viele eine Lösung für sich gefunden haben.
NA ist eine Zwölf-Schritte-Organisation, die an dem Problem der Drogensucht arbeitet. Viele Mitglieder fühlen, dass sie großen Erfolg in der Bewältigung ihrer eigenen Suchtprobleme gehabt haben, NA behauptet nicht, dass das NA-Programm für alle Süchtigen unter allen Umständen erfolgreich ist oder dass die therapeutischen Sichtweisen universell angenommen werden sollten. NA versucht lediglich den Süchtigen, die den Wunsch haben mit dem Drogennehmen aufzuhören, bereitzustehen und ihnen zu dienen.
Die Mitglieder leben außerhalb der Gemeinschaft so, wie sie es möchten. Sie besuchen die Treffen nach ihrem eigenen Ermessen.

## Die Meetings (Gruppentreffen)
Gruppentreffen – die sogenannten Meetings – finden meist wöchentlich am selben Ort und zur selben Zeit statt. Dabei steht NA in keiner Verbindung zu der Einrichtung, in der das jeweilige Meeting stattfindet, sondern ist lediglich Mieter oder Untermieter der Räumlichkeiten. Es gibt auch NA Meetings, welche in Therapieeinrichtungen oder Justizvollzugsanstalten stattfinden.
Jedes Meeting ist unabhängig. Das „Format“, nach dem das Treffen abläuft, wird in sogenannten „Arbeitsmeetings“ beschlossen, an denen jedes Mitglied teilnehmen kann und stimmberechtigt ist.
Es gibt zwei verschiedene „Grundformate“, sogenannte offene sowie geschlossene Meetings. An offenen Meetings kann jeder teilnehmen, auch Nichtsüchtige wie Angehörige, Sozialarbeiter oder allgemein Interessierte. An geschlossenen Meetings können nur Süchtige und Personen teilnehmen, die herausfinden wollen, ob sie süchtig sind.
Es gibt bei Bedarf getrennte Frauen- und Männer-Meetings oder Meetings für Mitglieder, die sich als LGBTQ+ verstehen (diese Meetings stellen einen Raum für Mitglieder, die sich nicht oder nicht ausschließlich als Männer oder Frauen verstehen, für binäre Trans-Personen sowie für nicht-heterosexuelle Menschen), allerdings kann jede/r bei akutem Bedarf (etwa weil er rückfallgefährdet ist) auf ein sogenanntes „Special Interest Meeting“ gehen, auch wenn er/sie ein anderes Geschlecht hat.
Bei NA gibt es keine Vorgesetzten, nur auf Zeit gewählte Betraute. Ein „Chair“ (chairperson: engl. für Vorsitzender) wird auf Arbeitsmeetings gewählt. Dieser moderiert das Meeting, achtet auf die Einhaltung der Meetingszeiten und eröffnet und beendet das Meeting. Der Chair erhält dadurch keine gehobene Stellung oder mehr „Macht“ als andere Mitglieder, er spricht immer im Namen der Gruppe und dann über das, was in Abstimmungen beschlossen wurde und nicht für sich. Er trifft keine eigenmächtigen Entscheidungen. Er kann keine eigenmächtigen Änderungen am Meetingablauf vornehmen, wenn diese Änderungen nicht vorher durch eine Abstimmung beschlossen wurden.
Bei den regelmäßig stattfindenden Gruppentreffen, den sog. Meetings, werden zu Beginn einige Texte vorgelesen, in denen NA erklärt wird, so dass auch Neuankömmlinge wissen, was genau NA ist.
In einem Meeting haben alle Teilnehmende Rederecht. Dabei ist es ist üblich, andere ausreden zu lassen und Beiträge weder zu kommentieren noch zu kritisieren. Es gibt keine richtigen oder falschen Themen, jeder redet darüber, wonach ihm ist. So ist gewährleistet, dass Meetings nicht in Diskussionen ausufern und niemand von anderen bewertet wird.
Niemand wird gegen seinen Willen mit Ratschlägen und Lebensweisheiten bedacht. NA-Meetings sind nicht dafür gedacht, anderen das Leben zu erklären. Wer Ratschläge sucht, kann sich vor und nach den Treffen an die anderen Mitglieder wenden. Es gibt keine gezielten Beratungen oder ähnliches. NA sieht sich nicht als „Missonierungsgruppe“. Allerdings werden auch Treffen in suchttherapeutischen Einrichtungen abgehalten.

## Alternativen
Es gibt weitere Selbsthilfegruppen mit anderen Ansätzen sowie von Therapeuten angeleitete, die sich mit dem Thema Sucht beschäftigen. Häufig werden Gruppen von Institutionen angeboten, die sich mit dem Thema Sucht beschäftigen.